# FIAT Y 0160
L'automotrice FIAT Y 0160 fut la première automotrice à grande vitesse pendulaire active au monde. Elle fut lancée en études par la Division matériel ferroviaire du constructeur italien FIAT dans son usine de Turin en 1969 et lui servit de prototype et de laboratoire.
Sa réalisation faisait suite à la volonté de l'opérateur historique italien Ferrovie dello Stato de lancer un programme de trains de nouvelle conception capables de circuler à des vitesses supérieures sur les lignes existantes et relativement tortueuses du pays.
Il faut pour cela éviter de faire la confusion, comme cela fut souvent le cas, entre l'automotrice prototype FIAT Y 0160 et la rame ETR Y 0160 qui a été le nom de code provisoire de la première rame pendulaire qui deviendra ensuite l'ETR 401 qui sera présenté officiellement en première mondiale à Bologne lors du 21e Congrès International des Chemins de fer.

## Histoire
À la fin des années 1950, juste après la fin de la Seconde Guerre mondiale, de très nombreuses sociétés publiques ferroviaires dont les compagnies italienne, française, allemande (de l'ouest), britannique, japonaise, canadienne, suédoise et suisse, financèrent des études et des projets de construction de matériel roulant pendulaire dans le but d'augmenter la vitesse commerciale des convois sur les voies ferrées existantes. Le problème le plus important à résoudre était la sensation très désagréable des passagers induite par la force centrifuge et non pas le danger de déraillement dans les courbes. Les différentes compagnies ferroviaires imposent des valeurs comprises entre 1,2 et 1,4 m/s2 pour l'accélération horizontale non compensée. La pendulation résout ce problème en inclinant artificiellement les voitures pour compenser cette valeur et éviter cette sensation désagréable aux voyageurs.
Pour des raisons très différentes, la quasi-totalité de ces sociétés publiques abandonnèrent leurs études et développement à l'exception des FS italiens avec l'ETR 401 en 1975 puis des ETR 450 en 1985 et autres Pendolino, British Rails avec l'Advanced passenger train qui s'avérera un échec cuisant lors de sa mise en service en 1981, les SJ suédois avec l'X 15 (en) dont le projet fut abandonné en 1975 lors des premiers tests et les Espagnols de la Renfe et leur Talgo Pendular de 1981 qui utilisait un système de pendulation passif contrairement à tous les autres.
Seuls deux projets pendulaires connurent une suite commerciale : les rames italiennes Pendolino et espagnoles Talgo.

## Évolution du prototype FIAT Y 0160
Avant de se lancer dans le projet Y 0160, le constructeur italien avait au préalable engagé une réflexion sur la pendulation dès le début des années 1960 et avait créé le prototype FIAT Tipo 7170 dont la finalisation avait été l'automotrice FIAT ALn 668.1999 de 1966. Une des automotrices construites pour ce projet avait une particularité très novatrice : la présence de sièges inclinables grâce à un système oléopneumatique. C'est d'ailleurs à cette occasion que les techniciens des FS surnommèrent l'automotrice «Pendolino».
Dès que l'Y 0160 fut disponible, les FS organisèrent une série importante d'essais sur tous les types de voies ferrées, sur la ligne très tortueuse entre Asti et Trofarello dans le Piémont et même sur la fameuse Direttissima Rome-Naples longue de 214 km avec des caractéristiques de LGV bien avant l'heure. L'automotrice Fiat Y 0160 y dépassa la vitesse de 260 km/h en 1971.
Les résultats très positifs concluant l'ensemble des tests effectués induisirent la direction nationale des FS et le gouvernement italien à commander en 1975 un premier exemplaire prototype d'une future rame complète qui puisse rouler à cette vitesse en toutes circonstances. Ce sera la rame ETR 401 qui sera livrée en mars 1976.
L'automotrice FIAT Y 0160 fut dès lors rendue au constructeur qui la mis en dépôt dans son usine de Savillan, au sud de Turin.
Un prototype jumeau de l'ETR 401 appelé Pendular 443 fut construit pour l'Espagne en 1976, dans une livrée jaune-marron. Il ne développait que 1.220 kW et était limité à la vitesse de 180 km/h en raison de l'état des voies du pays de l'époque. Il fut retiré du service actif dès que les premières rames du Pendolino ETR 460 furent livrées par Fiat Ferroviaria en 1996.

## Caractéristiques techniques de l'Y 0160
L'automotrice FIAT Y 0160 était révolutionnaire pour son époque. Le brevet du système de pendulation active conçu et réalisé pour ce train est resté, pendant des années, le point de force de la division ferroviaire de Fiat. C'est devenu, depuis le rachat par Alstom en 2000, une partie fondamentale du patrimoine technologique d'Alstom Ferroviaria.
Doté d'une caisse en aluminium, elle avait une cabine de pilotage à chaque extrémité. Cette technologie est maintenant utilisée sur toutes les rames à grande vitesse ETR, quel que soit le nom du constructeur, Fiat Ferroviaria et maintenant Alstom. La pendulation a obligé les ingénieurs à réduire la section supérieure des caisses, pour ne pas sortir du gabarit maximum dans les courbes avec forte pendulation. Cette contrainte technique explique la section particulière de l'ensemble, qui sera ensuite reprise sur l'ETR 450, et deviendra une caractéristique de la famille Pendolino.
Pour la première fois au monde Fiat Ferroviaria utilisa des suspensions actives, qui venaient en opposition avec les efforts latéraux des bogies sur les rails. La suspension primaire est assurée par des ressorts hélicoïdaux, un système très avancé à l'époque. La suppression du contact direct entre le bogie et la caisse permet d'améliorer sensiblement le confort, en éliminant la plupart des vibrations. L'abaissement du centre de gravité et la réduction des masses non suspendues obtenus grâce au déplacement des moteurs, éléments très lourds, ont permis d'augmenter considérablement le niveau de sécurité de la rame.
Un double gyroscope permet de relever rapidement l'inclinaison de la voie au début du raccordement parabolique de chaque entrée en virage, réglant immédiatement l'inclinaison. À l'inverse de la technologie accélérométrique de l'Advanced Passenger Train anglais, apparu bien plus tard, qui réagissait après engagement dans la courbe et après que les passagers aient déjà ressenti l'accélération transversale, le système Fiat garantit une réaction rapide aux sollicitations en courbe, en éliminant l'« effet de nausée ». Ce système est beaucoup plus simple dans ses réglages mécaniques et surtout électroniques au bénéfice de la fiabilité de l'ensemble.
La pendulation est gérée par des pistons oléodynamiques à 150 bars, ancrés au châssis et munis d'un système auxiliaire à l'azote pour le rappel de l'inclinaison. La caisse peut recevoir une inclinaison jusqu'à 10°, valeur importante qui sera réduite, dans les versions commerciales ETR 450 à 8°. Une telle inclinaison permettait de passer d'une accélération transversale admissible de 0,8 m/s2 à 2,5 m/s2, ce qui correspondait à une augmentation de la vitesse de 35 %.
La centrale de freinage électro-pneumatique était installée sur les bogies et gérait avec un contrôle unique, tous les pistons de freinage du train pour un équilibrage parfait de l'ensemble associé à l'anti-patinage.